# Epistemonikos Foundation
La Fundación Epistemonikos es una organización sin fines de lucro, con base en Chile, que combina metodología de la investigación en salud y ciencias de la computación para acercar la evidencia a quienes toman decisiones en el área de salud. Es conocida por el desarrollo de Epistemonikos, una base de datos colaborativa que es la más grande del mundo en revisiones sistemáticas relevantes para las políticas de salud.

## Historia
Fue establecida en 2012 por Gabriel Rada y Daniel Pérez, con el objetivo de crear un gran repositorio de revisiones sistemáticas en salud, basado en tecnologías de la información, inteligencia artificial y aprendizaje de máquinas. Su nombre se debe a la palabra griega utilizada por Aristóteles epistemonikos, la cual significa "lo que vale la pena conocer".
A 2022, articula el esfuerzo de más de 1.000 colaboradores de todo el mundo en torno al desarrollo de herramientas que aceleran la búsqueda, selección y evaluación de la evidencia, y a la generación de revisiones sistemáticas, guías de práctica clínica, entre otros.

## Plataformas

#### Epistemonikos
Esta base de datos funciona como un metabuscador, ya que busca la información en diferentes bases de datos al mismo tiempo, entre ellas: Cochrane Database of Systematic Reviews, Pubmed, EMBASE, CINAHL, PsycINFO, LILACS, The Campbell Collaboration online library, JBI Database of Systematic Reviews and Implementation Reports y EPPI-Centre Evidence Library. Es una base de datos multilingüe, disponible en 9 idiomas: alemán, árabe, chino, español, francés, holandés, inglés, italiano y portugués.  

#### Living Overview of the Evidence (L·OVE)
Esta plataforma reúne toda la evidencia relevante para un tema de salud específico, organizada como preguntas de investigación en formato PICO (población, intervención, comparación y desenlace), y se actualiza automáticamente a medida que la evidencia se vuelve disponible.

#### Interactive Evidence to Decision (iEtD)
Esta herramienta web fue codesarrollada con el Instituto Noruego de Salud Pública en el marco del proyecto DECIDE financiado por la Comisión Europea (FP7 – HEALTH.2010. 3.1-1, n.º 258583). La plataforma iEtD facilita el uso de los marcos Evidence to Decision por parte de paneles de expertos que desarrollan guías de práctica clínica, recomendaciones, evaluaciones de tecnologías de salud, políticas públicas en salud, entre otros.

#### Interactive Summary of Findings (iSoF)
Esta plataforma de tablas interactivas de resumen de hallazgos también se desarrolló en el marco del proyecto DECIDE. La herramienta permite producir tablas para audiencias específicas y a los usuarios les permite interactuar con las tablas.

#### Interactive Summary of Qualitative Findings (iSoQ)
Esta plataforma de tablas interactivas de resumen de hallazgos cualitativos también se desarrolló en el marco del proyecto DECIDE. La herramienta en línea permite aplicar el enfoque GRADE-CERQual a una síntesis de evidencia cualitativa y construir tablas de resumen de hallazgos cualitativos.

#### BIGG-REC
El portal de recomendaciones GRADE de la OPS/OMS para el ODS-3 tiene como objetivo recopilar todas las recomendaciones clínicas, de salud pública y de políticas de salud emitidas en las guías de la OMS y la OPS que siguen el enfoque GRADE. Es un repositorio de acceso libre en la Biblioteca Virtual en Salud (BVS) que permite a los tomadores de decisiones identificar recomendaciones relevantes para su pregunta de interés.

## Pandemia por COVID-19
Durante el comienzo de la pandemia por COVID-19, la Fundación Epistemonikos creó el L·OVE de COVID-19, el cual es un repositorio vivo de evidencia relativa al COVID-19. Esta plataforma ha sido utilizada por consorcios de colaboración internacional como COVID-NMA y COVID END. Además, es una base de datos especializada que ha demostrado ser de las más exhaustivas, actualizadas y sensibles.
COVID Therapy también fue desarrollado durante la pandemia. Esta es una base de datos disponible en la Biblioteca Virtual en Salud de la OPS que resume la evidencia sobre intervenciones farmacológicas para el tratamiento de COVID-19. La información se presenta como tablas interactivas de resumen de hallazgos.

## Alianzas
- DECIDE - GRADE Working Group, desde 2015.
- Colaboración Cochrane, desde 2016.
- Organización Panamericana de la Salud, desde 2018.[9]
- EVBRES (EBR Network), desde 2018.
- Colegio Médico de Chile, desde 2019.
- Fast Check CL, desde 2023.
- Instituto para la Excelencia Clínica y Sanitaria (INPECS), desde 2023.